# Ambasadorii lui Agamemnon în cortul lui Ahile
Ambasadorii lui Agamemnon în cortul lui Ahile este o pictură în ulei pe pânză realizată în 1801 de Jean Auguste Dominique Ingres pentru concursul Prix de Rome. Pictura se află în prezent la École nationale supérieure des beaux-arts din Paris.
Aceasta prezintă un episod din Iliada lui Homer, în care Ahile refuză să-i asculte pe trimișii trimiși de Agamemnon pentru a-l convinge să revină în războiul troian. Subiectul atribuit artiștilor care concurau pentru Prix de Rome în 1801 a fost procesiunea războinicilor spre luptă; interpretarea lui Ingres a subiectului a accentuat în mod caracteristic un moment de dramă psihologică în locul acțiunii fizice. Lucrarea a fost destinată să demonstreze măiestria lui Ingres în reprezentarea figurii umane în pictura istorică clasică – Ulise este prezentat într-o mantie roșie, inspirată de o sculptură a lui Pseudo-Fidias.
Pictura este realizată în stil neoclasic și aparține școlii lui Jacques-Louis David, în atelierul căruia s-a format Ingres. De asemenea, prezintă noi influențe din partea lui John Flaxman, ale cărui lucrări tocmai avuseseră prima lor expoziție pariziană.
O mică schiță în ulei pe lemn a picturii se află în colecția Nationalmuseum din Suedia.